# Металургс (хокейний клуб, Лієпая)
Хокейний клуб «Металургс (Лієпая)» (латис. HK Liepājas Metalurgs (Liepāja)) — колишній хокейний клуб з м. Лієпаї, Латвія. Заснований 1997 року. Виступав в Білоруській Екстралізі.

## Історія
З часів появи хокею в Прибалтиці (початок XX століття) він розвивався на аматорському рівні майже ціле століття, і в основному, лише в зимову пору року. За часів незалежності, а згодом, радянської окупації формувалися аматорські команди, які брали участь у республіканських турнірах. Окремим явищем став дитячо-юнацький спорт в Лієпаї, оскільки керівництвом міста цьому приділялося багато уваги. А за радянських часів в епоху економічного піднесення міста — керівники цих підприємств приділяли увагу дозвіллю своїх робітників. І, як наслідок, численні дитячо-юнацькі секції мали впливових та фінансовоспроможних патронів, які опікувалися розвитком цих секцій і таким чином приклалися до спортивного руху в місті. Однією з таких секцій стала хокейна, але через відсутність критої арени, доводилося довольствуватися лише зимовим періодом тренувально-змагального циклу та при підтримці спонсорів виїздити на тренування та змагання до Риги — на криту льодову арену. Опісля розвалу Радянського Союзу ситуація ще більше погіршилася, оскільки численні заводи стояли та перепрофільовувалися і йшло скорочення робітників, тому доглядати за соціально-культурним сектором не було кому, й секції прийшли в запустіння. Але з 1995-ого року почалли покращуватися економічні показники на підприємствах міста та й в самому місті ситуація поліпшилася, що призвело до чергового відродження дитячо-юнацьких секцій та патронат над ними уже приватних спонсорів та мерії.
Одним з найбільших меценатів лієпайського спорту за всі часи був металургійний комбінат «Сарканайс металургс», який ще за часів свого становлення опікувався соціальною сферою міста, щеб пак, адже це підприємство завще було містоутворюючим й давало в казну держави й міста третину зібраних коштів зі всієї Лієпаї. Багато уваги керівництво комбінату приділяло ігровим видам спорту та дитячо-юнацьким секціям. Саме тому, в кризові 90-ті роки до них зверталися з проханням допомоги численні колективи міста та урядники. А в 1991 році еомбінат змінив назву на «LIEPĀJAS METALURGS», скориставшись конюктурою ринку та мобільно спрацювавши на інвестиційниї фондах і змінивши менеджмент, нові власники почали відроджувати комбінат. Менеджмент почав вводити новий сегмент продукціїта послуг та пробував себе в різних сферах економіки та інших бізнге-територіальних площадках. Саме тоді в пригоді став тендер міської адміністрації, який вдалося, спільними зусиллями з мерією, вибороти в Банку Розвитку, що згодився надати кошти на розвиток кількох сегментів соціально-побутового сектора міста з об'єктами соціально-культурного спрямування. Звичайно, головним та генпідрядчиком тих заходів-будов став комбінат «LIEPĀJAS METALURGS», що вже раніше піднімав схожі містобудівні проекти в місті. Тому коли постало питання з зведенням льодової арени, ні в кого не було сумнівів кому її зводити.
1996 року, опісля проектно-кошторисних робіт, розпочалася будова Льодової арени, але перед керівництвом постала проблема в його експлуатації, тому за пропозицією мерії ця арена була передана на баланс комбінату, і його керівництвом було вирішено надати більшого статусу місцевому заводському клубу. На його базі був сформований Хокейно Спортивний Клуб «LIEPĀJAS METALURGS», а на базі цього клубу була сформована хокейна команда «Металургс (Лієпая)», яка мала проводити належну промоцію всього комбінату. Того ж року керівництво комбінату виступило спонсором місцевої футбольної команди, яка згодом також прилучилася до SHK «LIEPĀJAS METALURGS». У 2008 році був зданий в експлуатацію Олімпійський Льодовий Холл Лієпаї, який став рідною ареною для ХК «Металургс (Лієпая)», який було засновано на рік раніше, й складався з колишніх вихованців дитячо-юнацької школи Лієпаї та колишніх гравців «Динамо» з Риги, команди, що припинила своє існування в 1995 році. Тому саме 1998 рік вважається роком зародження професійного хокею в Лієпаї, і гравцям місцевої команди вдалося, з часом, втілити в життя амбітні плани голови правління «LIEPĀJAS METALURGS» — Сергія Захар'їнса та жителів міста.
За цей час ХК «Металургс (Лієпая)» шість сезонів (1998/99, 1999/00, 2001/02, 2002/03, 2007/2008, 2008/2009) ставав чемпіоном латвійської ліги, двічі вигравав срібні нагороди (2000/01, 2005/06) і ще тричі здобували третє місце (2003/04, 2004/05, 2006/07). Шість сезонів команда провела в Східноєвропейській хокейній лізі, яку вигравала у 2002 році. Пізніше ця ліга переформатувалася в Екстралігу Білорусі, де хокеїсти Лієпаї добуваються по-перемінних успіхів. Крім того, в Лієпаї створена належна та ефективна спортивно-навчальна хокейна піраміда від найменших її вихованців, що тільки навчаються кататися на ковзанах до професіоналів хокеїстів чи фігуристів. І уже нове покоління місцевих хокеїстів можна помітити не лише в латвійській молодіжній збірній, але після кількох років спроб лієпайські хокеїсти пробують свої сили в національній збірній Латвії.

## Статистика
| Латвійська хокейна ліга | Латвійська хокейна ліга | Кубок латвійської ліги | Кубок латвійської ліги |
| Сезон                   | Місце                   | Рік                    | Здобуток               |
| ----------------------- | ----------------------- | ---------------------- | ---------------------- |
| 1999/00                 | 1 місце                 | 1999                   | Володар                |
| 2000/01                 | 2 місце                 |                        |                        |
| 2001/02                 | 1 місце                 |                        |                        |
| 2002/03                 | 1 місце                 |                        |                        |
| 2003/04                 | 3 місце                 |                        |                        |
| 2004/05                 | 3 місце                 |                        |                        |
| 2005/06                 | 2 місце                 |                        |                        |
| 2006/07                 | 3 місце                 | 2007                   | Володар                |
| 2007/08                 | 1 місце                 | 2008                   | Володар                |
| 2008/09                 | 1 місце                 |                        |                        |

| Східноєвропейська хокейна ліга | Східноєвропейська хокейна ліга | Балтійська Ліга | Балтійська Ліга |
| Сезон                          | Місце                          | Сезон           | Місце           |
| ------------------------------ | ------------------------------ | --------------- | --------------- |
| 1998/99                        | 4 місце                        |                 |                 |
| 1999/2000                      | 3 місце                        |                 |                 |
| 2000/01                        | 5 місце                        | 2000/01         | 1 місце         |
| 2001/02                        | 1 місце                        |                 |                 |
| 2002/03                        | 5 місце                        |                 |                 |
| 2003/04                        | 6 місце                        |                 |                 |

| Білоруська Екстраліга | Білоруська Екстраліга | IIHF Континентальний Кубок | IIHF Континентальний Кубок |
| Сезон                 | Місце                 | Сезон                      | Досягнення                 |
| --------------------- | --------------------- | -------------------------- | -------------------------- |
| 2004/05               | 7 місце               | 1998                       | Другий раунд               |
| 2005/06               | 10 місце              | 1999                       | Другий раунд               |
| 2008/09               | 8 місце               | 2000/01                    | Другий раунд               |
| 2009/10               | 10 місце              | 2001/02                    | Перший раунд               |
|                       |                       | 2002/03                    | Другий раунд               |
|                       |                       | 2003/04                    | Другий раунд               |
|                       |                       | 2008/09                    | Другий раунд               |